# Остапа Світлана Віталіївна
Світла́на Віта́ліївна Оста́па (Григораш) (нар. 13 травня 1967) — українська журналістка і медіаменеджерка, заслужений журналіст України.
25 березня 2019 року обрана на посаду голови Наглядової ради Національної суспільної телерадіокомпанії України.

## Життєпис
Випускниця факультету журналістики Київського університету ім. Тараса Шевченка (1991), програми «Digital Future of Journalism» Києво-Могилянської академії (2013), програми «Доброчесність» Aspen Institute Kyiv (2021). 
Заступниця шеф-редактора порталу «Детектор медіа», до листопада 2015 року — заступник директора вебпорталу «Телекритика».
У 2015—2021 роках — членкиня першого складу Наглядової ради акціонерного товариства «Національна суспільна телерадіокомпанія України», делегована парламентською фракцію політичної партії «Об'єднання Самопоміч». Після створення НСТУ в 2017 році обрана заступницею голови Наглядової ради компанії. 25 березня 2019 року обрана головою наглядової ради Національної суспільної телерадіокомпанії України, після подання у відставку голови наглядової ради НСТУ Тетяни Лебедєвої.
У 2021 році вдруге обрана до Наглядової ради НСТУ від парламентської фракції політичної партії «Голос». 16 лютого 2021 року повторно обрана головою наглядової ради НСТУ.
З 2013 року членкиня Комісії з журналістської етики.
Членкиня Національної спілки журналістів України, у 2017—2020 роках — секретар НСЖУ.
Членкиня громадських рад при Комітеті ВРУ з питань інформаційної та гуманітарної політики з 2019 року (раніше – Комітету свободи слова та інформаційної політики у 2010-2019) і Держкомтелерадіо.
Членкиня Ради з питань свободи слова та захисту журналістів при Президентові України з 6 листопада 2019 року. Також була членкинею ради з питань захисту професійної діяльності журналістів та свободи слова при Президентові України у 2012-2018 роках.

## Політична діяльність
Депутат Бучанської міської ради (2006—2015).
Балотувалась від Блоку Петра Порошенка до Київської обласної ради у 2015 році.

## Публікації
Автор понад 800 публікацій, з них понад 100 — на тему суспільного мовлення.

## Особисте життя
Одружена, має трьох синів Олександра, Тараса й Андрія.

## Нагороди
- Заслужений журналіст України (2009)[15]
- Почесна грамота Верховної Ради України (2019)
- Премія ім. Івана Франка у галузі інформаційної діяльності (2021) у номінації «За кращу наукову роботу в інформаційній сфері»[16]

### соціальні мережі
- Сторінка у Твіттері